# Bachova květová terapie
Bachova květová terapie je varianta homeopatie, která používá „esence“, výluhy květů některých rostlin. Metodu zavedl v r.1928 Edward Bach v Anglii. Podle něj je většina lidských nemocí způsobena negativním stavem mysli. Proto určil 38 květových esencí, které měly utišit takové stavy a tím vyléčit pacienta. Metoda se rozšířila do dalších zemí Evropy včetně České republiky (v Německu je např. 700 bachovských léčitelů). Používají ji dnes nejen léčitelé, ale i někteří psychoterapeuti jako pomocný prostředek. Metoda má blízko k homeopatii.

## Princip léčby
Dle Bacha jsou nemoci způsobené disharmonií mezi lidskou psychikou a stavem lidského těla. Léky nepůsobí chemicky, ale jsou přenašečem informace, mimo jiné zvyšujícím nedostatečné vibrace těla. Dr. Bach rozlišoval 38 různých patologických, „negativních“ duševních stavů, resp. „slabostí charakterů“ a 38 různých květin pro jejich léčení. Vhodné květiny vybral pomocí své ruky, kterou vkládal nad květinu a určoval tak její léčivou schopnost. Léky se připravují tak, že se květy, získané jen z divoce rostoucích rostlin, položí do misky s pramenitou vodou, na kterou musí po dobu 3 až 4 hodin působit slunce. Z této matečné tekutiny, konzervované brandy, se připraví v laboratoři, situované v „Bachově centru v Anglii“ v Mount Vernon, blízko Oxfordu, po ředění s alkoholem v poměru 1 : 240 „koncentrát“, z něhož se dvě kapky použijí na přípravu prodejného preparátu. Z něho pacient opět použije vždy jen dvě kapky do mixovací lahvičky či přímo pro vlastní aplikaci. Dva pacienti se stejnou lékařskou diagnózou mohou být léčeni různými esencemi, záleží na jejich vnímání situace a jejich pocitech. Bachova terapie je v dnešní době populární mimo jiné proto, že nestaví pacienta ani terapeuta do situace složitého hledání příčin daného psychického stavu, věnuje se přítomnosti a řešení aktuálních problémů. Problémy spojené s minulostí řeší paralelně bez nutnosti probírat se, často bolestivou, minulostí pacienta.

## Indikace
Podle organizací zabývajích se květovou terapií je léčba doporučena při těchto stavech a onemocnění: úzkost/stres, deprese, celkový duševní stres, nedostatek sebejistoty, emociální a fyzické trauma, rakovina, nákaza HIV a AIDS.

## Přehled esencí
1. Řepík (řepík lékařský, Agrimonia eupatoria)
2. Osika (topol osika, Populus tremula)
3. Buk (buk lesní, Fagus sylvatica)
4. Zeměžluč (zeměžluč obecná, Centaurium erythrea)
5. Cerato (nesprávně jako Rožec) (Ceratostigma willmottiana)
6. Slíva (slivoň třešňová, Prunus cerasifera)
7. Poupě jírovce (jírovec maďal, Aesculus hippocastanum)
8. Čekanka (čekanka obecná, Cichorium intybus)
9. Bílá lesní réva (plamének plotní, Clematis vitalba)
10. Jabloň (jabloň nízká, Malus pumila)
11. Jilm (jilm vysoký, Ulmus procera)
12. Hořec (hořeček nahořklý, Gentianella amarella)
13. Hlodáš (hlodáš evropský, Ulex europaeus)
14. Vřes (vřes obecný, Calluna vulgaris)
15. Cesmína (cesmína ostrolistá, Ilex aquifolium)
16. Zimolez (zimolez kozí list, Lonicera caprifolium)
17. Habr (habr obecný, Carpinus betulus)
18. Netýkavka (netýkavka žláznatá, Impatiens glandulifera)
19. Modřín (modřín opadavý, Larix decidua)
20. Kejklířka (kejklířka skvrnitá, Mimulus guttatus)
21. Hořčice (hořčice polní, Sinapis arvensis)
22. Dub (dub, Quercus sp.)
23. Oliva (olivovník evropský, Olea europaea)
24. Borovice (borovice lesní, Pinus sylvestris)
25. Červený kaštan (jírovec pleťový, Aesculus x carnea)
26. Devaterník (devaterník penízkovitý, Helianthemum nummularia)
27. Voda z léčivých pramenů
28. Chmerek (chmerek roční, Scleranthus annuus)
29. Snědek (snědek okoličnatý, Ornithogalum umbellatum)
30. Jedlý kaštan (kaštanovník setý, Castanea sativa)
31. Sporýš (sporýš lékařský, Verbena officinalis)
32. Vinná réva (réva vinná, Vitis vinifera)
33. Ořech (ořešák královský, Juglans regia)
34. Žebratka (žebratka bahenní, Hottonia palustris)
35. Bílý kaštan (jírovec maďal, Aesculus hippocastanum)
36. Sveřep (sveřep větevnatý, Bromus ramosus)
37. Růže (růže šípková, Rosa canina)
38. Vrba (vrba bílá, Salix alba 'Vitellina')
39. Krizová esence[3][4]

## Kritika terapie
Podle systematického přehledu publikovaného v roce 2010 Edzardem Enrstem v současnosti dostupné randomizované klinické studie neprokázaly jakoukoliv účinnost této terapie. Z tohoto přehledu byly v souladu s principy medicíny založené na důkazech a pravidly pro vytváření kvalitních a věrohodných metaanalýz vyloučeny nenáhodné a nekontrolované klinické studie, hlášení jednotlivých případů a publikované řady případů.
Kritici Bachovy léčby tvrdí, že jde o typickou pseudovědeckou metodu s prvky homeopatie, patřící do rámce alternativní medicíny. Podle Českého klubu skeptiků Sisyfos není znám přesný způsob výroby, neexistují ověřovací studie a téměř homeopatické ředění vylučuje specifický efekt. Odborná kritika dále uvádí, že esence jsou neškodné, ale značné nebezpečí pro pacienta spočívá v zanedbání řádné léčby, zejména proto, že metoda může být léčiteli používána u vážných chorob, a také proto, že masivně propagovaný Bachův preparát č. 39, připravovaný ze směsi 5 koncentrátů, tzv. „Rescue Remedy“, je určen pro první pomoc i u akutních, životu nebezpečných stavů, při šoku, úrazech, infarktu, mrtvici, delirium tremens atd.